# Filosofia de la física

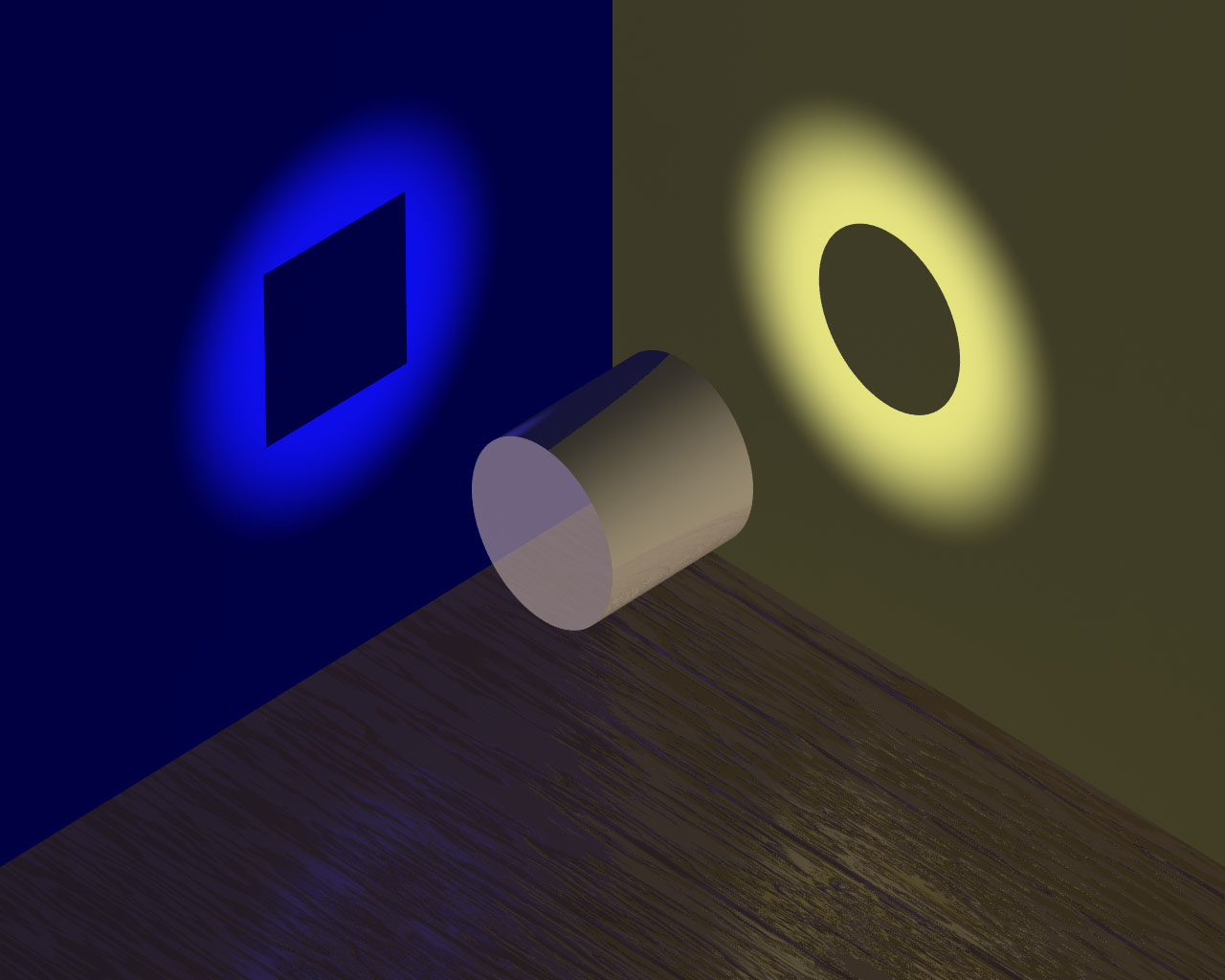
La dualitat ona-partícula, en què s'aprecia com un mateix fenomen pot ser percebut de dues maneres diferents, fou un dels problemes filosòfics que plantejà la mecànica quàntica

La filosofia de la física es refereix al conjunt de reflexions filosòfiques sobre la interpretació, epistemologia i principis de les teories físiques i la naturalesa de la realitat. Encara que rarament l'exposició estàndard de les teories físiques discuteix els aspectes filosòfics, la veritat és que les concepcions filosòfiques dels científics han tingut un paper destacat en el desenvolupament d'aquestes teories. Això ha estat notori a partir de Newton i Kant, i molt important al segle xx, quan la teoria de la relativitat donà lloc a una anàlisi minuciosa d'assumptes tradicionalment objecte d'estudi de la filosofia, com la naturalesa del temps i l'espai. La filosofia de la física hi contribueix amb la crítica dels elements de la física, retroalimentant-la.

## Introducció
En l'intent humà de comprendre la realitat han existit tres enfocaments d'aproximació per entendre el desenvolupament dels esdeveniments físics:
1. El primer n'és l'aproximació miticoreligiosa, que busca conéixer les coses basant-se en revelacions, la tradició, i els llibres sagrats. En aquesta interpretació s'atribueix voluntat als fenòmens, de la mateixa manera que la conducta d'altres éssers humans sembla dependre de pensaments inobservables. En aquest sentit, tant les creences animistes com les religions teistes suposen que hi ha algun tipus de ments autoconscients (forces naturals autoconscients, déus, esperits, etc.) les accions voluntàries de les quals són els fenòmens físics i, per tant, hi ha una possibilitat de comunicació humana amb aquestes entitats, la qual cosa és el fonament d'aquestes religions.
2. El segon n'és l'aproximació racionalista, per mitjà del raonament deductiu; tradicionalment aquests són els mètodes preferits tant de la filosofia com de les matemàtiques, encara que en aquestes s'ha usat també certa observació i inducció per guiar-ne el desenvolupament.
3. El tercer n'és l'aproximació empírica, que elabora nou coneixement mitjançant l'observació, l'experimentació i el raonament inductiu. La física es val principalment d'aquesta última manera de fer recerca, tot i que també fa un ús notable del raonament deductiu.

Els dos últims enfocaments assumeixen que hi ha relacions recurrents, intemporals i universals en la forma en què esdevenen els fets físics, que són formulables amb proposicions lògiques, lleis universals o lleis físiques (a diferència de les interpretacions misticoreligioses, arbitràries en la relació d'uns i altres fets). La física i la ciència, en general, són intents de descobrir les lleis que governen l'univers, basant-se en esdeveniments coneguts, per entendre el passat i pronosticar el comportament futur de la natura. Els filòsofs de la ciència estan interessats en qüestions tals com la naturalesa de les teories científiques i la seua relació amb el món físic, la manera en què les teories expliquen els fenòmens del món, la base evidencial i inferencial d'aquestes teories i la forma en què aquesta evidència es pot utilitzar per recolzar o descoratjar la creença en una hipòtesi.

### Supòsits comuns
L'edifici de la ciència es basa en el coneixement adquirit per l'observació i experimentació, per pronosticar amb ajuda del raonament deductiu, el comportament futur de la natura. La manera en què els científics investiguen les seues teories es basen en certs supòsits filosòfics comunament assumits:
- Comprensibilitat del món físic, consistent a suposar que la natura es regeix per lleis que poden ser compreses racionalment pels éssers humans. Aquestes lleis són proposicions lògiques la veracitat de les quals explica per què certs patrons o relacions apareixen de manera recurrent i constant.
Tant l'ésser humà com la resta dels animals han adquirit una intel·ligència més àmplia, al llarg del temps. La intel·ligència discursiva dels éssers humans juntament amb la transmissió cultural complexa d'una generació a una altra, els ha permés satisfer les funcions biològiques elementals i construir representacions abstractes dels fets del món.
La possibilitat de la conceptualització abstracta és gairebé exclusiva dels éssers humans i primats superiors. Les habilitats cognitives dels éssers humans els han permés fer generalitzacions sobre patrons recurrentment observats, i formular lleis que regeixen els fenòmens naturals.
- Objectivitat del món físic, consistent a suposar que els fenòmens físics són independents del subjecte que els observa: hi ha intersubjectivitat entre diferents observadors: dos observadors poden posar-se d'acord sobre certs fets observats per tots dos. També ha d'existir objectivitat temporal i espacial, és a dir, hi ha relacions i patrons constants que no canvien d'un lloc a un altre, ni d'un moment a un altre.
Les conseqüències d'una acció ací són les mateixes que ocorren allà, sota la mateixa acció i en condicions semblants. El que ocorre hui serà el mateix que ocorrerà demà, si les condicions en són semblants.
- Consistència: hi ha una sola certesa sobre un fet o un fenomen, independentment de les visions o interpretacions que s'hi puguen tenir. Un aspecte molt important, sobre aquest postulat, és que no pot haver-hi dues certeses que es contraposen i que siguen vàlides simultàniament. L'assumpció filosòfica de consistència implica que les proposicions que són deduccions lògicament vàlides de lleis físiques vàlides són fets que seran recolzats per les observacions experimentals.

### Problemes de filosofia de la física
Entre les qüestions de les quals s'ha ocupat la filosofia de la física hi ha:
- El propòsit de la físic: es refereix a si la física és una descripció de l'essència real dels fenòmens i la naturalesa de la realitat o només rastreja i prediu formalment les relacions quantitatives i qualitatives entre fenòmens observables.
- La cosmologia física o la naturalesa de l'espai, el temps, l'origen de l'univers i el seu darrer destí, així com problemes relacionats amb l'existència i la immanència de certes propietats. Actualment es conceben els camps físics i la matèria com a estats excitats de l'espaitemps on l'energia no és prop del mínim possible. L'espaitemps és un tipus d'entitat més bàsic que la matèria, que serien configuracions possibles de la geometria d'aquest espaitemps (alguna cosa que reverteix la concepció clàssica de l'espai i la matèria).
- La naturalesa de la termodinàmica i la mecànica estadística, que tracta tant el problema del determinisme com el paper de la informació, i com s'ha d'interpretar l'atzar i la probabilitat en el context de les teories físiques. A nivell microscòpic, moltes equacions d'evolució temporal són reversibles, és a dir, són idèntiques tant si el temps es desplaça cap endavant com cap enrere; macroscòpicament, però, l'univers sembla evolucionar de manera irreversible en la direcció de màxima entropia.
- La mecànica quàntica, sobre la qual hi ha discrepàncies sobre quina interpretació donar al problema de la mesura i al fet que certs fenòmens responguen a descripcions probabilístiques i no deterministes.

## Història

### La física aristotèlica

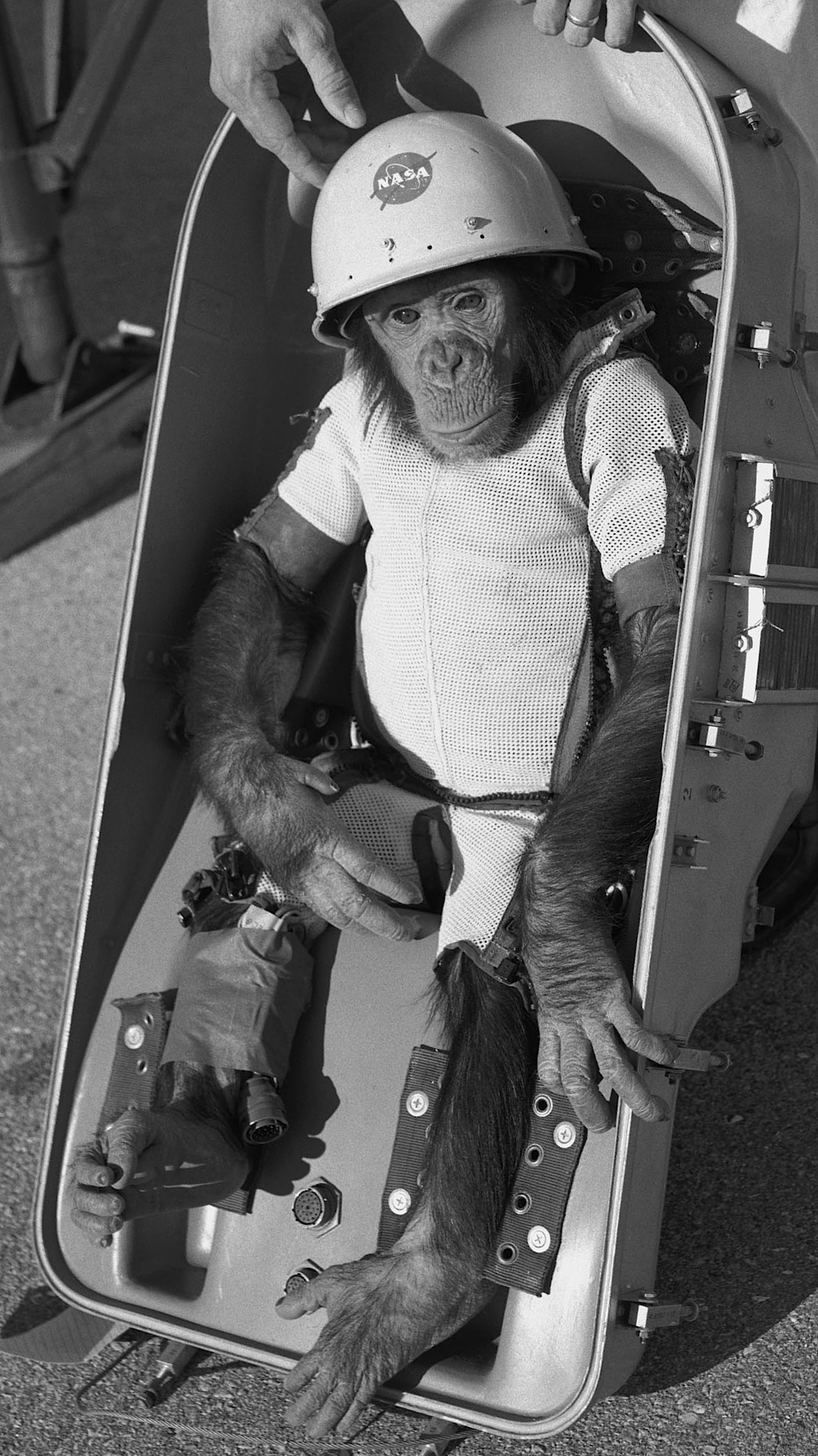

Els filòsofs de la natura de l'antiga Grècia no pretenien donar una explicació detallada dels mecanismes que regeixen el comportament de la natura, i molt menys aspiraven a aconseguir prediccions quantitatives de resultats experimentals. Per contra, buscaven analogies dels fenòmens naturals en termes més familiars, i és per això que hi usaven sovint el cos humà, les relacions humanes, els conflictes socials, etc. Així, el magnetisme es podia descriure com a semblant a l'atracció que determinades persones són capaces d'exercir les unes sobre les altres en virtut d'una simpatia innata i que no tots posseeixen. Els conceptes d'atracció i repulsió eren centrals en la ciència prearistotèlica, en ser presos com a agents fonamentals de canvis en la natura.
La distinció entre matèria, subjecte pacient dels canvis, i forces, els seus agents, ja és un fet en l'antiga ciència grega cap al segle V ae.
S'establien quatre tipus de causes de canvis, de les quals, la causa eficient es prenia com a font primària de tot canvi, i representava el més semblant al que hui denominem acció o força en un moviment.
La Física d'Aristòtil (384-322 ae) es dedica fonamentalment a l'estudi de les causes eficients i la seua relació amb el moviment. Es desenvolupa sobre la base de quatre principis:
1. Negació del buit. L'existència d'espais buits suposaria velocitat infinita, per ser aquesta inversament proporcional a la resistència del medi. I dins de l'esquema aristotèlic no resultava admissible l'existència d'un mòbil amb aquesta propietat.
2. Existència d'una causa eficient en tot canvi. La causa eficient es localitzava en la tendència generalitzada al "propi lloc", que no és sinó la tendència que tot cos té a ocupar el lloc que li correspon per la seua pròpia naturalesa. Aquesta propensió al "propi lloc" ha estat interpretada, de vegades, com una energia potencial introduïda de manera rudimentària; d'altres, s'ha vist com la primera insinuació d'un model d'acció a distància, que seria l'exercida per la Terra sobre els altres cossos.
3. Principi de l'acció per contacte. En tots els moviments, excepte en els naturals, ha d'existir com a causa eficient un agent en contacte amb l'objecte mòbil. Es prenia com a resultat experimental, encara que hi havia dificultats concretes a l'hora d'explicar els moviments de projectils, el magnetisme i les marees. En els tres casos, l'agent semblava operar per la continuïtat del medi.
4. Existència d'un primer agent immòbil. No té interés per al problema de les interaccions.

### La física de Descartes
El filòsof francès Descartes (1596-1650) comença amb una intrepidesa sense límits, en crear tot un sistema del món en què la matèria s'identificava amb l'espai, i no existia el buit. Així, per l'exemple, el moviment planetari al voltant del Sol es devia a vòrtexs de partícules que giraven al voltant del Sol, encara que el sistema cartesià no intentava explicar-ne els detalls.
La llei fonamental del sistema de Descartes és la conservació del moviment. Déu va infondre a l'univers certa quantitat de moviment, que continua inalterat. Per a Descartes "moviment" és moment (mv), prescindint del caràcter direccional de la velocitat. Pot haver-hi transferència de moviment entre partícules que xoquen, però mai pot ser creat ni destruït. Això és un clar antecedent de la primera llei de Newton, encara que n'hi ha diferències de detall importants.
La causalitat física es redueix a un principi purament mecànic: tot canvi és moviment i tota alteració del moviment es deu al contacte entre els cossos. Per a Descartes la qüestió clau de la física, que mai s'havia plantejat fins llavors, raïa en les lleis dels xocs entre els cossos, que ell mateix va formular.

### La física de Newton
La física newtoniana prenia com a punt de partida un univers constituït per corpuscles extensos i per espai buit. Cadascun d'aquests corpuscles tenia la possibilitat d'interactuar per contacte i també a distància, exercint forces gravitatòries proporcionals a la seua massa i instantàniament sobre els altres. Amb aquest esquema bàsic, Newton desenvolupà les seues conegudes teories sobre el moviment i sobre la gravitació, publicades el 1686.
En els Principia mathematica de Newton (1642-1727) es descriu com les forces produeixen moviment:
1. La proporcionalitat entre la intensitat de la força i l'acceleració (segona llei).
2. La llei d'inèrcia (primera llei), per la qual un cos es manté en el seu estat de moviment si no hi actuen forces a sobre.
3. El principi d'acció i reacció (tercera llei), pel qual la força que exerceix un cos sobre un segon cos és igual i de sentit contrari a la que exerceix el segon sobre el primer.

La visió newtoniana de l'univers es completava amb la llei de la gravitació universal, que descriu la naturalesa de les forces gravitatòries associades als corpuscles materials. En aquesta teoria, aquestes forces són sempre forces atractives i centrals, és a dir, actuen segons la recta que determinen els seus respectius centres. Newton establí la variació quantitativa d'aquesta força: resultava ser directament proporcional al producte de les seues masses, i inversament proporcional al quadrat de la distància que separa els centres de massa dels cossos.
Newton verificà que, aplicant aquesta llei, podia calcular el moviment dels planetes amb molta aproximació i, també, deduir correctament les lleis descobertes per Kepler (1571-1630) i Galileu (1564-1642). La teoria de Newton era sorprenentment superior, en la predicció de nous resultats, a qualsevol teoria precedent en la història del pensament humà.
La llei de l'invers del quadrat de la distància està en perfecta consonància amb la metafísica de Newton perquè té interpretació geomètrica i sembla seguir-se del caràcter mateix de l'espai. Imaginem una font lluminosa d'intensitat constant, o una font de la qual brolla aigua en totes direccions, o una font de calor en un sòlid uniforme. Imaginem dues esferes, una major que l'altra, concèntriques amb la font. La llum, l'aigua i la calor es difondran com se segueix de la geometria de les esferes, amb una intensitat decreixent segons la llei de l'invers del quadrat de la distància.
La teoria newtoniana de l'acció a distància no involucra el medi i suposa l'existència de corpuscles, espai buit, forces centrals actuant a distància i interacció instantània. Encara que, dins de l'esquema newtonià, la llei de gravitació resultava absolutament coherent, cal ressaltar que per al mateix Newton era ja palesa la dificultat de la seua adaptació a un altre tipus d'interacció. No predeia res sobre moltes altres maneres d'acció d'un cos sobre un altre. No explicava explícitament, per exemple, la cohesió, força que manté units els cossos, ni tampoc les forces elèctriques, magnètiques, ni multitud de processos fisicoquímics. Es confiava que aquest model serviria de base per a l'estudi d'altres fenòmens, com l'electricitat.

### Les modificacions de Leibniz
Gottfried Leibniz (1646-1716) es va replantejar el model de Descartes per als xocs de partícules en diversos aspectes fonamentals, per exemple, per explicar la impenetrabilidad dels cossos. Si els cossos són objectes merament geomètrics, per què no es travessen, com podem imaginar que succeeix amb els objectes geomètrics? La pregunta no tenia solució dins del sistema de Descartes. Per contestar-la calia considerar, juntament amb l'extensió, la força com una altra propietat essencial de la matèria. La força hauria de ser repulsiva per resistir la penetració. Leibniz argüeix a més que cal assignar forces a tots els punts de la matèria, i no sols a partícules de grandària finita.
Aquesta nova concepció de l'espai com un continu de punts materials amb força associada va trobar forta oposició per part dels físics newtonians, basats en corpuscles, buit i acció a distància.
Al s. XVII, la filosofia de l'espai i el temps esdevingué una qüestió central de la metafísica i l'epistemologia. La discussió va arribà al clímax en important debat entre G. Leibniz, el gran filòsof i matemàtic alemany, i Newton, el gran físic i matemàtic anglès. En aquest debat es van perfilar dues teories contràries sobre el lloc de l'espai i el temps en el món, i moltes de les qüestions fonamentals que en els anys posteriors ocuparien als filòsofs interessats en l'espai i el temps hi reberen una formulació més clara.
La idea senzilla de Leibniz és que el temps és justament la col·lecció de totes les relacions temporals d'aquesta índole entre els successos. Si no hi hagués successos, no hi hauria relacions, de manera que el temps en el sentit indicat manca d'una existència independent dels successos en ell. Però les relacions entre els successos són un component real en el món; així, seria erroni dir que no hi ha en absolut una cosa anomenada temps.
L'oponent de Leibniz, el gran físic Newton, fou un antirelacionista. Newton considera l'espai i al temps com meres relacions espacials i temporals entre els objectes i els successos materials. Considera que és alguna cosa similar a la substància, però a vegades prefereix pensar que és un atribut o propietat, de fet una propietat de Déu. Encara que aporta alguns arguments purament filosòfics en contra del relacionisme leibnizià, Newton és famós principalment per sostenir que els resultats de l'observació i l'experimentació poden refutar de manera concloent la doctrina relacionista.

### La síntesi de Kant
Tant Boscovich (1711-1787) com Kant (1724-1804) van intentar sintetitzar les suposicions bàsiques de Newton i Leibniz, per unir la contundent ciència de Newton amb la persuasiva metafísica de Leibniz. Tots dos van abandonar la idea que el món és ple, que és un camp de matèria o de forces. Fou mitjançant la seua influència com Faraday (1791-1867) arribà a establir la seua teoria dels camps de forces.
L'espai és constituït d'una part buida i forces de diferent índole. Les forces repulsives ocupen regions de l'espai, on actuen sobre punts contigus; en canvi, no actuen a distància. Les forces atractives, per contra, s'exerceixen a distància i no ocupen l'espai a través del qual actuen. Un cos material és una regió contínua de l'espai amb forces repulsives en cada punt i vorejat pel buit, amb el qual cosa el cos tendeix a expandir-se. Però els mateixos punts porten associats forces atractives que actuen a distància. L'estabilitat observada, i la mateixa densitat, s'explicaven com a resultat del balanç: repulsió per contacte, atracció a distància i era propi de cada objecte.

## Qüestions filosòfiques de les diferents teories

### Implicacions filosòfiques de la física newtoniana
En temps recents, s'ha revaloritzat el paper de la filosofia de la física, a causa de la seua anàlisi més minuciosa que els fonaments de la física. La filosofia de la física s'ha ocupat en concret de la naturalesa del temps i l'espai, contribuint-hi amb la crítica racional dels elements de la física. La filosofia de la física pretén interpretar l'univers des del punt de vista de l'espai, el temps, la matèria, el moviment i les forces.
Al llarg de la història, hem vist que el concepte d'univers ha passat d'una interpretació mítica o màgica, a una de forma racional. Durant el seu desenvolupament històric, la física s'ha mogut entre dues actituds contraposades:
- La primera, de confiança i seguretat en els seus propis postulats, i
- la segona, d'inseguretat en els resultats aconseguits.

La primera interpretació de l'univers racional, la van fer els grecs al segle IV ae, amb la proposta de la geometria euclidiana. I van desenvolupar al seu voltant una sèrie de teories especulatives de gran valor. Alguns filòsofs grecs suggeriren que la matèria es compon de minúsculs elements bàsics indivisibles, anomenats "àtoms", que la Terra és esfèrica, i que gira juntament amb la resta dels planetes al voltant del Sol. Molts d'aquests postulats van ser comprovats enginyosament pels científics de l'època.
Encara que el pensament científic grec s'encaminava cap a l'experimentació i l'anàlisi, a Occident, després de la caiguda de l'Imperi romà i el domini absolut del cristianisme durant segles, la crítica intel·lectual va estar restringida i subjecta a la supervisió de l'autoritat religiosa. Durant aquest temps la superstició, basada en el tancament de nombroses escoles de pensament considerades paganes i el fanatisme catòlic, es va moure cap a l'extrem de la seguretat en els seus propis postulats. No hi havia necessitat d'alterar res. La veritat revelada pels textos sagrats era l'única àmpliament acceptada. A l'Orient Mitjà i el nord d'Àfrica, en no existir una autoritat religiosa centralitzada, hi hagué especialment a partir del segle X una actitud més favorable a les idees dels filòsofs grecs, i hi hagué avenços intel·lectuals originals tant en matemàtiques i astronomia com en menor grau en física.
A Occident, a partir del segle xv, alguns intel·lectuals europeus reprenen amb més interés idees de pensadors grecs (en part gràcies a la reelaboració que feren els àrabs d'algunes d'aquestes idees). I així, un conjunt d'intel·lectuals europeus i les seues idees científiques acabarien alterant la cultura universal, de manera transcendent:
- Nicolau Copèrnic (1473-1543), Galileo Galilei, i Johannes Kepler donen forma al concepte d'univers heliocèntric. Aquest esquema ja no situa una Terra plana al centre, sinó que la fa esfèrica, i girant al voltant del Sol.
- René Descartes i Isaac Newton, especialment aquest últim, afermen la idea que els objectes que són en repòs, així es mantenen, tret que una força els moga (llei d'inèrcia); i els que es mouen, ho fan en línia recta, tret que una força (física o gravitacional), els en desvie.
- Després, el descobriment de les lleis de conservació de la quantitat de moviment i l'energia cinètica (vis viva) conduïren al principi que la matèria és indestructible. I l'energia es transforma de potencial a cinètica, però no es crea ni es destrueix.
- Per a la filosofia natural dels segles xvii i XVIII, l'espai és euclidià i consta de tres dimensions, i una variable denominada temps. El temps és concebut sovint com un flux uniforme que no es deté ni és afectat per res.
- Pierre-Simon Laplace (1749-1827) arribarà a afirmar una forma forta de determinisme científic: la posició i l'estat futur de qualsevol objecte és predictible aplicant les lleis de la física.

Totes aquestes idees serien majoritàriament acceptades a la fi del segle xix i constituirien el nucli filosòfic que el que es coneix com a "teoria clàssica de la física". Al final del segle xviii, el món científic estava summament complagut amb si mateix. Tot semblava estar descobert. Les lleis de la natura s'enquadraven perfectament en el pronòstic de les teories de la física. Era un temps de completa seguretat en el quefer científic. Aquest enfocament va resultar molt atractiu, perquè per primera vegada s'oferia una conceptualització científica de les coses, i de l'univers, que podia ser compresa en termes intuïtius i que permetia fer deduccions lògicament consistents. El mateix succeeix amb els altres paràmetres relatius a les forces, velocitat, acceleració i la gravetat.
Des del punt de vista filosòfic, aquesta concepció clàssica és una visió mecanicista. Les forces i trajectòries dels cossos són mesurables i predictibles. Si coneixem l'estat actual de totes les partícules de matèria, la seua posició i velocitat, així com el de les forces que les interactuen, llavors podrem predir el comportament futur de l'univers. Els supòsits bàsics d'aquesta teoria clàssica són:
- Relatiu a l'espai:
  - La geometria de l'espai és euclidiana, és a dir, les relacions de la geometria euclidiana de tres dimensions són perfectament aplicables a l'espai físic.
  - L'espai és un marc de referència que defineix la posició dels objectes.
- Relatiu al temps:
  - El temps és un paràmetre absolut per a tots els observadors, que sempre coincidiran en el seu judici sobre si dos esdeveniments són simultanis, o un en precedeix l'altre.
  - El temps és un flux inexorable; qualsevol partícula física es mou des del passat cap al futur, a velocitat constant; és impossible que el temps percebut per una partícula es veja afectat per l'estat de moviment de la partícula.
  - La velocitat amb què es mou un objecte a l'espai és determinada per la seua posició respecte els altres cossos.
- Relatiu a la matèria:
  - La matèria és un element que ocupa un lloc a l'espai i en el temps, i és formada per àtoms indivisibles.
  - La posició d'un cos pel que fa als altres queda definida per les equacions de la geometria euclidiana.
  - La matèria és emmotllable, però al seu torn, indestructible.
- Relatiu a les forces:
  - Un cos es manté en repòs o en moviment, si no hi ha forces que actuen sobre ell.
  - La llum, el so i les radiacions són emanacions de la matèria, dins de l'espai. O bé, vibracions de l'aire o de l'èter. (Açò mai es pogué comprovar satisfactòriament).
  - Hi ha sempre una causa, per a un esdeveniment donat.
  - Els cossos materials s'atreuen entre si, amb una força que és directament proporcional a les seues masses, i inversament al quadrat de les distàncies que els separen. La força de la gravetat es transmet en el buit de manera instantània. Altres forces com les elèctriques són semblants, proporcionals al producte d'atributs intrínsecs (càrrega elèctrica) i decreixen segons la llei de la inversa del quadrat.

Malgrat que la proposta euclidianonewtoniana d'univers és senzilla, elegant i no requereix matemàtiques complicades per interpretar-la, al final del segle xviii, comencen a aparèixer alguns aspectes filosòfics sobre aquestes que inquieten els pensadors de l'època:
- El primer assumpte que molestà els científics fou la indefinició del concepte d'"espai".
- Si la llum es transmet a l'espai, i els cossos es troben delimitats per ell, i la velocitat és el canvi de posició d'un objecte a l'espai, llavors l'espai ha d'existir com una entitat independent?
- D'altra banda, si l'univers manqués d'objectes materials, existiria l'espai? A més, si l'univers és finit, aquest acaba on ja no hi ha matèria, o on ja no hi ha espai.

Però si el concepte de l'espai amoïnava els pensadors, el concepte de temps era encara més enigmàtic. Que passaria amb el temps si les forces i els moviments es congelaren per un instant? Tinguem en compte que sense moviment no tenim noció del pas del temps. Recordem també que, al segle xvii, la filosofia de l'espai i del temps fou un assumpte primordial per a la metafísica i epistemologia. Les discussions arribaren al clímax en el debat entre G. W. Von Leibniz i Isaac Newton: s'hi perfilaren dues teories contràries sobre el lloc de l'espai i del temps al món i moltes de les qüestions fonamentals que en els anys posteriors ocupareien els filòsofs interessats en l'espai i el temps.
Leibniz va oferir una descripció de l'espai i del temps que per fi presentava un clar enteniment de com la teoria podia, a l'estil aristotèlic, negar a l'espai i al temps un tipus de ser independent sobre l'ésser de les coses materials ordinàries i dels esdeveniments materials. En la filosofia de Leibniz, la seua veritable metafísica nega l'existència de la matèria, així com la de l'espai i el temps: el temps és la seqüència de la relació entre els esdeveniments. Quan no hi ha esdeveniments, no hi ha aquesta relació ni tampoc hi ha temps. El temps no té existència pròpia independent dels esdeveniments. D'altra banda, si observem els objectes en un moment determinat, veurem que hi ha distàncies entre ells, i la col·lecció d'aquestes distàncies en l'univers formen l'espai. L'espai, llavors, segons Leibniz, no conté els objectes, sinó que aquests, amb la seua existència, creen l'espai.
D'altra banda, Isaac Newton considera l'espai i el temps com una mica més que meres relacions espacials i temporals entre els objectes i successos materials; l'espai té característiques substancials (èter), i el moviment dels cossos és definit per la seua velocitat. I aquesta és un paràmetre absolut, que depén de la posició amb la resta de cossos. L'acceleració d'un cos és relativa a un punt de referència, i no al cos en moviment.
Els primers qüestionaments seriosos a la noció clàssica d'espai i temps provenen de l'electromagnetisme. De les equacions de Maxwell (1831-1879) es dedueix que una ona electromagnètica o raig de llum es propaga a una velocitat constant. Clàssicament, però, s'esperaria que la velocitat de la llum depengués de la velocitat de l'observador. Inicialment se suposà que la velocitat constant que apareixia en les equacions es referiria a un sistema inercial privilegiat solidari amb l'èter, un fluid subtil i immòbil que ompliria tot l'univers. L'experiment de Michelson-Morley, però, que tractà de demostrar el moviment de la Terra respecte a l'èter, va fracassar. Això va obrir un debat important en el si de la mecànica clàssica i molts autors van buscar esquemes i teories alternatives que en certs aspectes anticipaven la teoria de la relativitat especial.

### Implicacions filosòfiques de la teoria de la relativitat
El 1881, dos físics nord-americans, Michelson (1852-1931) i Morley (1838-1923), realitzaren un experiment transcendental a la ciutat de Cleveland (Ohio). Mesuraren la velocitat d'un raig de llum, en direcció del moviment de la Terra al voltant del Sol, i en el sentit contrari. També ho van fer en altres direccions. El resultat dels mesuraments donà un resultat inesperat. La velocitat del raig de llum era sempre la mateixa (298.085 km/s), independentment que la font i l'observador es moguessen, en una o altra direcció. Això demostrava que: o era la Terra el centre de l'univers, o que les teories clàssiques eren falses. Sense saber-ho, amb aquest experiment, Michelson i Morley treien un naip del castell que els científics havien construït durant més de 2.000 anys. I tot s'enfonsava. Les tesis clàssiques del moviment no coincidien amb la realitat.
Es va optar per la teoria corpuscular de la llum, per justificar l'embranzida que donava la font en moviment, als rajos de llum. També es proposà que la Terra en moure's arrossegava rere de si l'èter, que l'envoltava, de manera que semblaria que l'experiment es realitzava en un estat d'immobilitat. Totes aquestes explicacions resultaren falses. No quedava alternativa, la realitat discrepava de la teoria fonamental del moviment dels cossos, tal com es concebia en la física clàssica.
Al 1905, la brillant proposta d'Albert Einstein (1879-1955) resolgué l'enigma: la llum es mou a velocitat constant, independentment de la velocitat de l'observador. Si un observador viatja a partir d'un punt A, en la direcció d'un raig de llum, a una velocitat de 100.000 km/s, i mesura la velocitat del raig, aquest mesurament llançarà una velocitat de 298.085 km/s i no 198.085 km/s, com caldria esperar. Això implicava matemàticament que la variable temps no és la mateixa per a tots dos observadors. En conseqüència, el concepte de simultaneïtat és relatiu a l'observador. Açò xocava frontalment amb les concepcions clàssiques de l'espaitemps.
En la vida diària, veiem que un objecte que cau al sòl a la nostra esquerra, al mateix temps que un altre que cau a la nostra dreta, estan sincronitzats en el temps. I que a un observador que es mou en un cotxe, a 40 km/h, li semblarà el mateix. Però la distorsió del paràmetre temps només és apreciable a molt altes velocitats, i no forma l'experiència de la nostra vida quotidiana.
Els supòsits bàsics d'aquesta interpretació relativística de l'univers són:
- Pel que fa al temps:
  - El temps és una variable no absoluta.
  - No es pot determinar simultaneïtat en els esdeveniments.
  - La velocitat absoluta d'un cos no existeix, perquè no existeix cap marc de referència per poder mesurar-la. Només existeix la velocitat pel que fa a un altre cos.
  - L'acceleració absoluta d'un cos sí que existeix, perquè aquesta es mesura respecte a ell mateix.
- Pel que fa a les forces:
  - La gravetat és sempre d'atracció.
  - La transmissió de la força de gravetat es dona a la velocitat de la llum.
  - La gravetat es pot interpretar com una distorsió de l'espai que envolta els cossos massius.

Si ens trobem a l'espai, on no hi ha atracció, dins d'un coet que es mou amb una acceleració de 9,8 m/s², sentirem una pressió en el nostre cos de G, com la sentiríem a la Terra. Si, en el coet en moviment, llancem un raig de llum perpendicular a la direcció del moviment, la llum recorrerà una línia corba, pel que fa a l'observador dins del coet. La forma de totes les trajectòries de la llum possibles en aquest cas dona la curvatura de l'espai.
Perquè els efectes de la gravetat siguen semblants a l'efecte de l'acceleració, cal que els cossos massius distorsionen l'espai que els envolta, de manera que dupliquen l'efecte de la força de gravetat.

### Implicacions filosòfiques de la teoria quàntica
Si la teoria de la relativitat suposà un repte als conceptes newtonians d'espai i temps, i requerí la reelaboració filosòfica d'aquests conceptes, alguns altres pilars com el determinisme i Natura senar facit saltus de la física, van quedar inalterats fins a l'adveniment de la mecànica quàntica.
La mecànica quàntica en la interpretació de Copenhaguen, però, introdueix l'atzar de manera intrínseca (això es contraposa al determinisme postulat per Laplace). Entre els postulats de la mecànica quàntica que axiomatitzen els fets coneguts, el postulat III afirma que quan es realitza una mesura sobre un sistema quàntic, aquest resta alterat, efectua un salt quàntic (el nom del qual es deu al fet que contradiu el principi de Natura senar facit saltus) de manera atzarosa cap a un estat compatible amb l'inicial però impredictible a priori: les teories fixen només les probabilitats de transició per a un cert conjunt d'estats. El postulat V sosté que si no es realitza una mesura sobre el sistema, el seu estat físic evolucionarà de manera completament determinista, segons una equació diferencial precisa, l'equació de Schrödinger (1887-1961).
Alguns autors com Albert Einstein o David Bohm (1917-1992) es van decebre per aquesta aleatorietat i tractaren de formular teories de variables ocultes que reduïren l'atzar aparent a una evolució determinista de variables presents però no observables. Diversos resultats i experiments posteriors van posar en dificultats certes teories simplistes de variables ocultes, per la qual cosa actualment es reconeix que les teories de variables ocultes compatibles amb els resultats experimentals resulten bastant més estranyes i curioses del que els seus proponents inicials hagueren desitjat filosòficament.